# Whitbourne (Engeland)
Whitbourne is een civil parish in het bestuurlijke gebied Herefordshire, in het Engelse graafschap Herefordshire met 799 inwoners.